# Língua ajuru
Ajuru (Wayoró) é uma língua da família Tuparí, do tronco tupi.